# Agricultura de secà

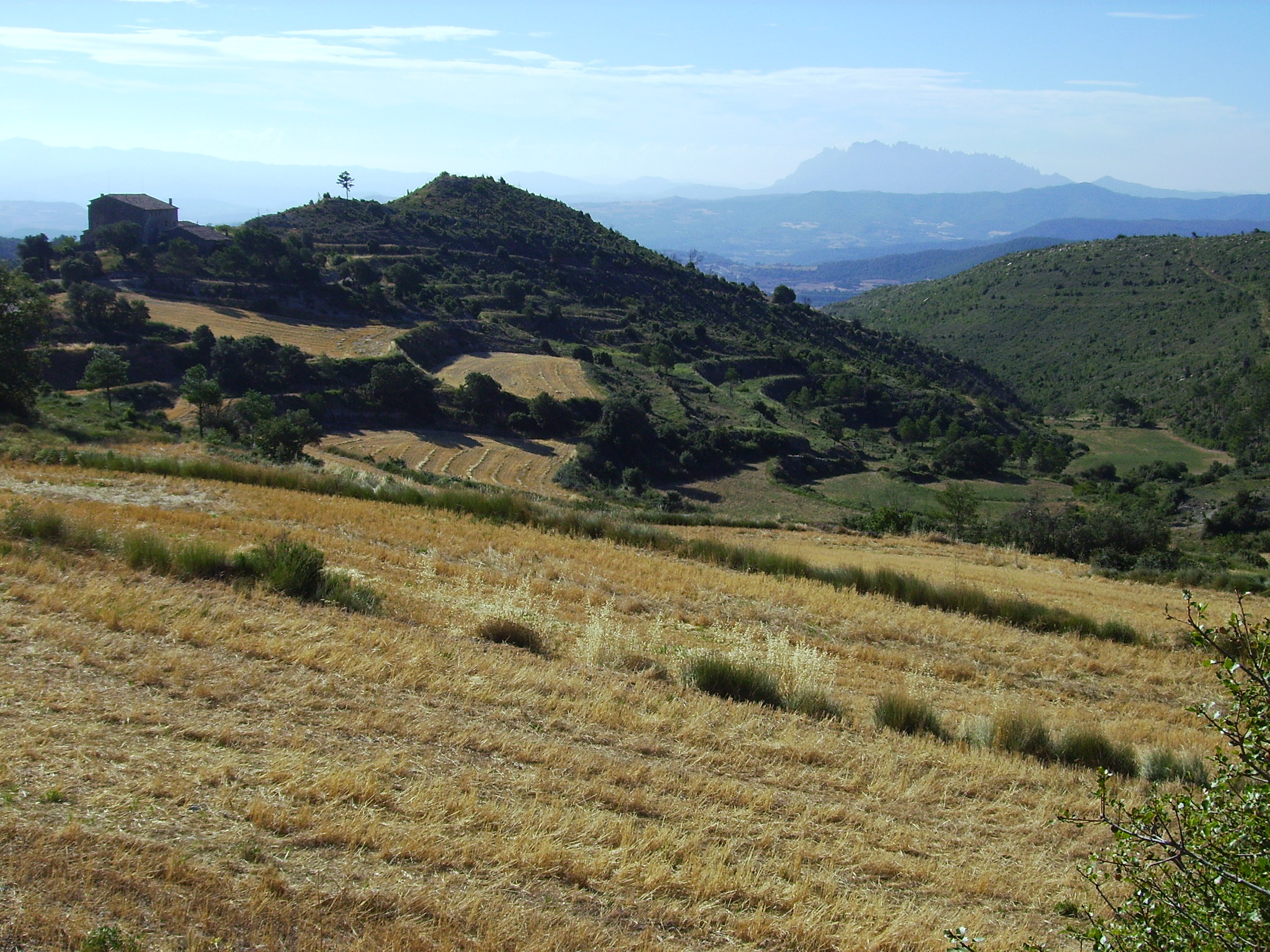
Agricultura de secà a Castelltallat (Bages) amb ordi ja collit i trepadella encara verda

L'agricultura de secà és aquella en què no es fa aportació d'aigua per l'home, utilitzant només la que prové de la pluja directament damunt el cultiu. La seva contraposició és l'agricultura de regadiu

## Història i evolució
És la més propera a la simple recol·lecció, i possiblement és el primer tipus d'agricultura que es va fer.
Inicialment era l'única que es podia fer sense gaires infraestructures, i ha arribat fins a l'actualitat, encara que molt evolucionada tècnicament.
Actualment malgrat que no es faci aportació d'aigua, sí que es fan servir adobs i altres agroquímics (herbicides, fungicides, etc.), així com maquinària molt evolucionada i adaptada a cada tipus de cultiu.

## Classificació dels secans
Els secans es classifiquen normalment segons el grau d'humitat que proporcionen les precipitacions mitjanes anuals:
- Secans frescals on la pluja anual compensa l'evapotranspiració i les plantes no pateixen estrès hídric, tot i això s'ha de tenir en compte la irregularitat de les pluges interanuals que poden fer que hi hagi certs perìodes amb relativa secada. Un exemple d'agricultura de secà frescal és a l'anomenat cinturó del blat de moro dels Estats Units on gràcies a les pluges regulars d'estiu es conrea el blat de moro de secà amb bons rendiments.
- Secans semifrescals correspon a climes subhumits on la pluja anual cobreix més de la meitat de les necessitats d'aigua expressades en l'evapotranspiració cosa que ja limita l'elecció dels conreus per a fer-los d'acord amb les èpoques de l'any amb suficient humitat. Normalment en aquesta zona els cereals d'hivern (blat, ordi, civada, triticale, etc.) tenen bons rendiments. Exemple les comarques del Vallès.
- Secans semiàrids la pluja mitjana anual cobreix entre el 50 i el 25% de l'evapotranspiració, els rendiments dels cereals d'hivern són baixos, sovint apareixen sòls molt alcalins i amb certa salinitat. N'és un exemple l'agricultura de secà de la plana de Lleida.
- Secans àrids Estan en el límit on és possible l'agricultura de secà amb pluviometries que cobreixen menys del 25% de l'evapotranspiració anual. Sovint en aquesta zona els conreus són possibles tècnicament però no són viables econòmicament. Els sòls acostumen a ser de mala qualitat. Per exemple elssecans murciano-almeriencs.

## Conreus
Alguns conreus que es poden conrear en secà gràcies a la seva resistència a la mancança d'aigua, encara que sempre produeixen més si se'ls conreaa en regadiu, en les zones mediterrànies són:
- Cereals: Blat, civada, ordi, sègol.
- Lleguminoses: Cigró, llentia, fava, pèsols.
- Fruiters: Albercoquer, ametller, figuera, olivera.
- Altres arbres: Garrofer, Pistatxer
- Vinya
- Pastures: Alfals, Encloa, trepadella, margall.
- Hortícoles: Melonera, tomaquera, alls, cebes.